# Rafael Espada
José Rafael Espada (Guatemala-Stad, 14 januari 1944) is een Guatemalteeks politicus en medicus van de Nationale Eenheid van de Hoop (UNE). Van 2008 tot 2012 was hij vicepresident van zijn land.
Estrada volgde een medische opleiding aan de San Carlos-universiteit en in Frankrijk en was als chirurg werkzaam in de Verenigde Staten, maar reisde maandelijks naar Guatemala om daar arme patiënten te opereren.
In de verkiezingen van 2007 was hij voor de UNE kandidaat voor het vicepresidentschap als running mate van Álvaro Colom, die de verkiezingen wist te winnen. Op 14 januari 2008 werd Espada ingehuldigd als vicepresident.